# Діамантова огранка

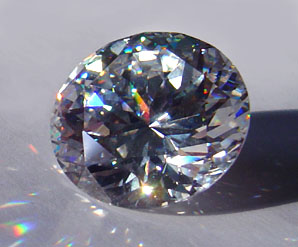
Фіаніт, огранений діамантовим огранюванням.

Діама́нтова огра́нка — форми огранки, які застосовують для ограновування дорогоцінного каміння з сильною дисперсією світла. Зазвичай діамантова огранка має від 48 до 240 і більше бічних граней.

## Різновиди
- Класична діамантова (повна) огранка містить 56 бічних граней.
- Проста напівдіамантова — від 12 до 32 бічних граней.
- Рання діамантова огранка передбачає 58 граней і застосовується найбільш часто. Містить 33 грані на короні, 24 — в павільйоні і плюс колетта — пришліфований кінчик, де збігаються грані павільйону.

Діамантова огранка додає каменю максимального блиску і гри світла.
При такій ограновуванню верхня частина каменю (коронка) має майданчик у вигляді правильного багатокутника з трьома рядами граней, що спускаються до основи зрізаної піраміди.
Ребра, що утворюють основу піраміди, в сукупності називаються рундист і служать для закріплення каменя в оправі. Нижня піраміда, розташована під рундистом, носить назву павільйону, його вершина називається колетою (шипом).

## Загальний опис
Кругла діамантова огранка — різновид ограновування, застосовуваний для алмазів та інших мінералів з сильною дисперсією світла. При такій огранці камінь покривається численними плоскими поверхнями — фацетами. При повній діамантовій огранці на лицьову сторону (корону), на якій розташований майданчик, наносяться три пояси граней таким чином, що на лицьовій стороні, разом з майданчиком, розташовуються 33 грані. На тильній стороні (павільйоні) знаходяться 24 грані. Таким чином, повна діамантова огранка складається з 57 граней. Отриманий діамант має в плані круглу форму, його діаметр називається рундистом.
Саме ограновування починається з павільйону, тобто нижньої частини майбутнього діаманта (або іншого дорогоцінного каменю). Камінь затискають в цангу, яка в свою чергу знаходиться в пристосуванні для огранювання алмазів (танго) і огранюють на спеціально підготовленому диску. Спочатку на камінь наносять перші вісім фацет, зводячи їх усі в одній точці, утворюючи шип. Потім на кожну з восьми граней павільйону наносять ще по дві грані, але вже під іншим кутом і меншого розміру (приблизно 80 % від висоти перших восьми граней). Таким чином на дні каменю виходить 24 фацета. Після цього камінь виймають з цанги і закріплюють вже нижньою частиною в іншій цанзі і в іншому пристосуванні для огранювання. Ограновування верху (корони) теж починається з нанесення перших восьми граней. Кут цих граней знаходиться, як правило, в межах від 32 до 45,5 градусів. Потім на ці грані наносять ще 8 граней, названих «зірками» або «верхні одинарні клини корони» (вони мають форму рівнобедрених трикутників), потім наносять 16 граней, вони називаються «парні клини корони». Кут цих граней вже, як правило, спеціально не виставляється, а точиться на око щодо пропорцій каменю.
Майже весь процес ограновування здійснюється на око (виставляється кут тільки для перших восьми граней), все інше огранник алмазів повинен визначити на око, звичайно існують вимірювальні прилади (і механічні та електронні), але до них огранщики звертаються в міру потреби.
Максимальний блиск округлого діаманта досягається при дотриманні точно розрахованих пропорцій граней павільйону, що забезпечують повне внутрішнє віддзеркалення світла. Вхідний промінь світла повинен повністю двічі відбитися від тилових граней на протилежних сторонах каменю і вийти з коронки, створюючи максимальне сяйво.